# Elisabeth Iwanowna Epstein

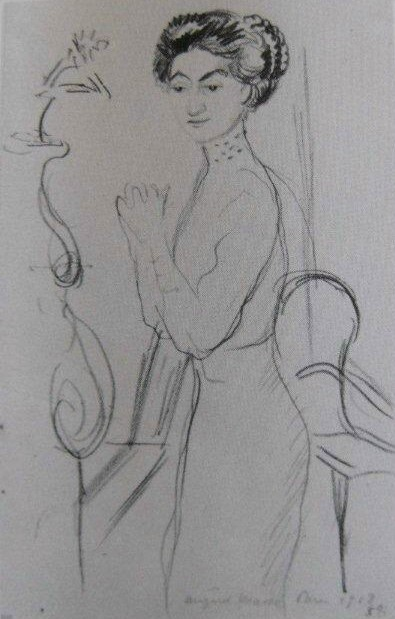
August Macke: Bildnisstudie Elisabeth Epstein, 1912. Bleistift. 17 × 10,8 cm, Germanisches Nationalmuseum Nürnberg

 Elisabeth Iwanowna Epstein, geborene Hefter, (* 11. März 1879 in Schytomyr/Ukraine; † 22. Januar 1956 in Genf) war eine russische Malerin der Moderne, die in Russland, Deutschland, Frankreich und in der Schweiz lebte und arbeitete.

## Leben und Werk
Bis 1989 war Epstein, wie viele andere Frauen in der Kunst, nur durch wenige Erwähnungen in der einschlägigen kunsthistorischen Literatur bekannt. Die Situation hat sich inzwischen gebessert, so dass man zumindest einen lückenhaften Lebenslauf rekonstruieren kann.
Geboren wurde sie als vermutlich drittes Kind des Arztes Doktor Johann (Iwan) Naumovich Hefter. Vom Vater stammte der zweite Vorname Iwanowna. (Elisabeth, die Tochter von Iwan). Die Mutter hieß Maria Vilents. Nach den Geburtsdokumenten ist Elisabeth Hefter in Schytomyr, Soborna-Platz, im Vilents-Haus, also im Haus der Mutter, geboren worden. In den 1890er-Jahren siedelte die Familie nach Moskau um. Die Moskauer Adressbücher der Jahre 1894 und 1900 vermerken einen Johann Naumovich Hefter, Arzt für Geschlechtskrankheiten, der auf der Kusnezki-Brücke in Juncker Haus wohnte und praktizierte. Elisabeth Hefter hatte noch mindestens zwei weitere Schwestern. Die im Jahr 1900 in Moskau geborene Fanny Hefter wurde ebenfalls Malerin, lebte zeitweise in Paris und Lyon, ab 1957 in Israel.
Über das Aussehen der Malerin ist man durch eine Fotografie, die sie in Begleitung von Wassily Kandinsky in Paris zeigt, unterrichtet. Sie stimmt auffallend mit einer Porträtskizze von August Macke von 1912 überein. Beide Darstellungen lassen sich durch zwei späte Selbstporträts ergänzen. Mittlerweile kennt man von Epstein über 70 Gemälde, jedoch keine Zeichnungen oder Druckgraphiken.

### Die künstlerischen Anfänge in Russland
Ihre erste künstlerische Ausbildung erhielt Elisabeth Hefter 1895 bis 1897 bei Leonid Pasternak, der an der Moskauer „Schule für Malerei, Bildhauerei und Baukunst“ lehrte. Er gehörte zur Gruppe der „Wanderaussteller“ – den Peredwischniki – die dafür eintraten, das Niveau der Moskauer Lokalausstellungen zu heben. Pasternak wurde der Beiname, der „Russische Impressionist“ verliehen, was für Epsteins Entwicklung so viel bedeutete, dass sie sich an einem für Modernität aufgeschlossenen Maler orientieren konnte.

### Weiterbildung in Deutschland
Ab 1896 bildete sich Hefter im Atelier des Slowenen Anton Ažbe in München bis 1904 weiter, wo sie die Nass-in-Nass-Technik kennen lernte. Dort traf sie auch auf Kandinsky und Alexej Jawlensky. Zusammen mit diesen und weiteren russischen Künstlern verkehrte sie im „rosafarbenen Salon“ der Baronin Marianne von Werefkin.
1898 heiratete Hefter am 21. April in Warschau den seit 1894 in München ansässigen Arzt und Stadtrat Dr. Mieszyslaw Epstein (1868–1931). Am 28. März 1899 wurde ihr Sohn Alexander in München geboren. Zwischen 1900 und 1902 entstand Thomas Manns Erzählung „Tonio Kröger“, für deren Figur der geistreichen Malerin Lisaweta Iwanowna Epstein als Vorlage diente. Damals unterhielt Epstein auch Kontakte zu der russischen Malerin Olga Markowa Meerson, die in München in der Giselastraße wohnte und in Kandinskys Phalanxschule „Obmännin“ war.
Aus dieser Zeit – etwa 1903 zu datieren – stammt Epsteins frühestes bislang nachweisbares Gemälde, ein Porträt ihres Sohnes Alexander, in dem sie sich der Malerei Ažbes in breiten Pinselbahnen bediente. Das Bild veranschaulicht, dass Epstein damals ganz im Sinne ihres Lehrers Ažbe und auf der Höhe der Zeit in München eine impressionistische Malerei „Nass-in-Nass“ à la Lovis Corinth beherrschte, nahezu ebenbürtig ihrem Kollegen Jawlensky.
1904 ging sie für einige Monate nach Frankreich und besuchte die Académie de la Palette in Paris, wo sie Freundschaft mit der ebenfalls aus der Ukraine stammenden Sonia Terk schloss. 1905 hielt sich Epstein in der Schweiz auf und kehrte anschließend nach München zurück. Ein 1905 von Epstein im Bild datiertes Stillleben – durch die Art der Pinselführung in schmalen Strichen und breiten, länglichen Flecken, ableitbar aus dem Neoimpressionismus – ist der gleichzeitigen Malerei Jawlenskys derart verwandt, dass man davon ausgehen kann, dass es unter seiner Anleitung in seiner Malschule entstand, in der damals beispielsweise auch Franziska Gräfin zu Reventlow, Rudolf Czapek und Gabriele Münter zu finden waren.

### Weiterbildung in Frankreich
1906 wohnte Epstein zunächst für einige Zeit in Westerham bei Rosenheim, um noch im selben Jahr wieder nach Paris zurückzukehren. Dort lebte sie mit Sonia Terk und weiteren Künstlerinnen in einer Wohngemeinschaft. Künstlerisch arbeitete sie gemeinsam mit Sonia Terk und dem aus Prag stammenden Maler Eugen von Kahler (1882–1911) zusammen. Letzteren lernte Epstein „vermutlich“ im Café du Dôme kennen. In Sèvres besuchte sie zusammen mit Olga Meerson Kandinsky und Gabriele Münter. – Ein besonderes Ereignis dürfte für sie 1906 ihre Teilnahme an der von Sergei Djagilew im Grand Palais mit großem Pomp in zwölf Räumen organisierten Abteilung russischer Kunst des Salon d’Automne gewesen sein. Diese zeigte die junge russische Künstlergeneration mit Werken u. a. von Epsteins Kollegen wie Léon Bakst, Alexander Benois, Natalija Gontscharowa, Igor Grabar, Jawlensky, Kandinsky, Michail Larionow, Konstantin Somow oder Michail Wrubel. – 1907 nahm sie am Pariser Salon d’Automne teil. 1908 hielt sich Epstein zeitweise wieder in München auf, um ihre Scheidung von ihrem Ehemann einzuleiten. Zusammen mit Kandinsky war sie damals Schülerin von Jawlensky, was aus Kandinskys Briefen aus den 1930er-Jahren hervorgeht. Am 1. Oktober erfolgte der endgültige Umzug nach Paris. Wiederum stellte sie im Pariser Salon d’Automne aus. 1910 traf sie in Paris auf Robert Delaunay, der zwischenzeitlich mit ihrer Freundin Sonja Terk verheiratet war, des Weiteren Fernand Léger, Amédée Ozenfant, Juan Gris und Henri Le Fauconnier, der im selben Jahr Mitglied der Neuen Künstlervereinigung München wurde und an deren Ausstellungen teilnahm.

### Vermittlerin zwischen der Pariser Avantgarde und der Redaktion Blauer Reiter
1911 stellte Epstein erneut im Pariser Salon d’Automne aus. Sie wurde damals zur wichtigsten Kontaktperson für Kandinsky und Franz Marc zur Pariser Kunstszene. Sie war es, die den bedeutungsvollen Kontakt von Delaunay zu Kandinsky vermittelte. Eines ihrer Porträts und eines ihrer Stillleben aus jener Zeit wurden von Kandinsky und Marc in der ersten Ausstellung der Redaktion Der Blaue Reiter präsentiert. Das Porträt soll Kandinsky gekauft haben. Sicher ist, dass sie das Stillleben mit dem Titel „Disteln“ Kandinsky schenkte. Marc vermittelte Verkäufe ihrer Arbeiten an die Galerie „Neue Kunst“ von Hans Goltz. Kandinsky soll ihr damals auch die Übersetzung seines Werkes „Über das Geistige in der Kunst“ ins Französische angetragen haben. 1912 erfolgte ihre Scheidung von Mieszyslaw Epstein. – Franz und Maria Marc sowie August Macke besuchten Epstein in Montmorency bei Paris. Marc war damals besonders von ihrer Porträtmalerei angetan. Sie nahm an der ersten Ausstellungsserie der Redaktion des Blauen Reiters im Gereonsklub in Köln teil. In Herwarth Waldens Kunstzeitschrift „Der Sturm“ erschien 1912 ihre theoretische Abhandlung „Einige Gedanken über Bildentstehung“, in der sie sich unter anderem auch mit dem Kubismus auseinandersetzte. 1913 publizierte sie einen weiteren Aufsatz in der Kunstzeitschrift „Der Sturm“ mit dem Titel „Das Lächerlichsein“. Darin äußerte sie sich positiv zur Abstrakten Kunst: „Der Drang nach Abstraktion wird immer größer; dies echte Bedürfnis dringt immer und immer weiter und Abstraktion wird erste Forderung.“ Sie sprach von „der wahren Abstraktion“ und bezweifelte, dass jedermann fähig ist, mit ihr umzugehen: „Wie viele aber können abstrahieren ohne allen Sinn zu verlieren, wie viele können ihren Boden lassen, um auf sichereren zu gehen in Abstraktion? So entstehen Werke, die abstrakt aussehen, die nichts sind und von nichts sagen.“ – Die Galerie „Der Sturm“ stellte damals auch zwei ihrer Porträts auf dem Ersten Deutschen Herbstsalon aus. Am Ende des Jahres nahm sie wieder am Salon d’Automne in Paris teil.
1914 traf sie in Bordighera an der ligurischen Küste mit Jawlensky zusammen, der in der „Villa Constantia“ logierte. Epstein wohnte in der nahgelegenen „Pension Richemont“.

### Die 1920er-Jahre in Genf und Paris
Ab 1914 klafft nach heutiger Kenntnis eine große Lücke in Epsteins künstlerischem Œuvre bis 1928. Über ihre Lebensumstände finden sich einige Hinweise im Archiv des Christian Schad Museums, Aschaffenburg.
Von Paris zog Elisabeth Epstein 1914 ins politisch liberale Genf. Zunächst war sie im Chemin de la Roseraie 39 gemeldet, am 5. Januar 1915 bezog sie das gegenüberliegende Haus Nr. 54. Dort erteilte sie Mal- und Zeichenunterricht, wie aus einer Annonce in La Tribune de Genève hervorgeht. Ihr damals 15-jähriger Sohn Alexander musste wegen seiner russischen Staatsbürgerschaft mit Beginn des Ersten Weltkriegs München und den Vater verlassen und zog nach Genf zur Mutter. Die Schule schloss er im Juli 1917 mit dem Abitur ab, wurde später ein promovierter Mediziner und Privatdozent. Alexander Epstein verstarb am 20. September 1946 mit nur 47 Jahren.
In Genf lebten zu Beginn des Ersten Weltkriegs viele französischsprachige Pazifisten und junge Exilrussen. Epstein pflegte engen Kontakt zu ihren russischen Landsleuten, die auch bei ihr zu Hause verkehrten. Über gemeinsame russische Freunde lernte sie den Maler Christian Schad kennen.
Ein beliebter Treffpunkt der Exilrussen war die legendäre Genfer Brasserie Landolt, wo sich die zerstrittenen Bolschewiki und Menschewiki in getrennten Räumen versammelten. Auch Epstein traf sich dort mit Russen und ihren Künstler-Freunden. „Man saß im Café Landolt, in dem ich mit Archipenko, Masereel, Gustave Buchet und der Malerin Epstein zusammenkam und gelegentlich Lenin sah“, schrieb Schad. Zwischen Epstein und dem 15 Jahre jüngeren Christian Schad sprechen die Umstände für ein zeitweise enges Verhältnis. Aus dem Christian Schad Archiv geht hervor, dass sich Schad, während einer Grippe-Erkrankung, bei Elisabeth Epstein zu Hause gesund pflegen ließ.
Von 1917 bis 1925 war Epstein in der Rue Caroline 44 gemeldet. Der Straßenzug galt seinerzeit als Hochburg der russischen Menschewiki, während die Bolschewiki die Rue de Carouge beherrschten. Gemeinsam mit Christian Schad, Alexander Archipenko, Frans Masereel und Max Oppenheimer schloss sich Elisabeth Epstein der Genfer Pazifisten-Kolonie um Romain Rolland an.
Am 28. September 1917 zog Schad mit seinem Atelier ebenfalls in die Rue Caroline 44 (Dachgeschoss). Unklar ist, ob Epstein und Schad kurzzeitig zusammen lebten oder getrennte Wohnungen hatten.
Im Jahr 1918 malte Schad zwei Porträts von Elisabeth Epstein und eines von Sohn Alexander. In ein Porträt arbeitete Schad den Abriss einer Zigarettenschachtel ein. Das Gemälde zeigt Epstein mit gespitzten herzförmigen Lippen, einem seitlich versetzten Kopf, weit aufgerissenen Augen, feingliedrigen, nervös gestikulierenden Händen. Das Bild weist kubistische Elemente auf; es überwiegen gelb- und rötlichbraune Farbtöne und wurde erstmals auf der Gemeinschaftsausstellung von Schad und Epstein im Oktober 1918 in der Genfer Société Mutuelle Artistique ausgestellt.
In seiner Monographie über Schad schrieb Günter A. Richter, es krisele im Verhältnis der Epstein zu Schad und Serner, die sie gegeneinander auszuspielen versuche. Walter Serner (1889 – 1942), ein Essayist, Schriftsteller und Dadaist war ein enger Freund von Christian Schad und kam Ende 1918 für einige Monate nach Genf. Am 17. Dezember 1918 löste Schad Wohnung und Atelier in der Rue Caroline 44 auf. Über spätere Begegnungen zwischen Schad und Epstein ist nichts bekannt.
Dass Elisabeth Epstein in der Zeit zwischen dem 1. und 2. Weltkrieg immer wieder Paris besuchte und schließlich dort wieder längere Zeit lebte, arbeitete und ausstellte, mag auch an der feindseligen Haltung der Westschweiz gegenüber den künstlerischen Avantgardisten gelegen haben. Die Kritiken der Genfer Ausstellungen waren gegenüber der abstrakten Kunst nicht schmeichelhaft.
In Genf hatte Elisabeth Epstein offensichtlich mit Werefkin und Jawlensky Kontakt, die damals in Saint-Prex am Genfersee lebten. Sie stellte zwischen 1918 und 1928 gelegentlich ihre Gemälde aus. La Tribune de Genève beschreibt am 18. Oktober 1918 die Gemeinschaftsausstellung Epsteins mit dem Maler Christian Schad. Gazette de Lausanne weist im September 1921 auf eine Benefiz-Ausstellung in La Grenette (Lausanne) hin. Ansonsten sind bis heute keine detaillierten Nachrichten über ihre Lebens- und Arbeitsverhältnisse zwischen 1919 und 1929 bekannt geworden.
In Epsteins Bilder, die ab den späten 1920er-Jahren entstanden, finden sich einzelne kubistische Formen reduziert und weniger kristallin gestaltet wieder. Scharfkantige Facetten zeigt sie gemildert und modifiziert. Die charakteristische Farbigkeit des frühen Kubismus Braun-, Grün- und Goldtöne – bringt sie in der Regel in einen harmonischen Einklang mit den drei Grundfarben – verhaltene Gelbs, Rots und Blaus – und gesellt ihnen die van Gogh’schen Komplementärfarben – Violett, Grün und Orange – zu und ergänzt sie mit dem Nichtfarbenpaar Schwarz und Weiß. Auch finden sich immer wieder in ihren Bildern orphistische Elemente, die auf ihre Zusammenarbeit mit ihren Freunden, dem Ehepaar Delaunay, verweisen.

### Die 1930er-Jahre in Paris
Aufschluss über ihre Lebensverhältnisse in Paris geben vierzehn Briefkarten, die Elisabeth Epstein an ihren Sohn, den Arzt Alexander Epstein (1899 – 1946), zwischen dem 11. Dezember 1929 und dem 7. Juli 1930 schrieb. Epstein hatte ab dem Sommer 1929 wieder einen Wohnsitz in Paris. Die auf Vorder- und Rückseite eng beschriebenen Karten wurden auf dem Genfer Flohmarkt Plainpalais entdeckt. Nach den Poststempeln zu urteilen, wohnte Epstein in der Gemeinde Montrouge, südlich von Paris. Ihr Leben beschreibt sie zunächst als beschwerlich. Ihr erstes Atelier im Haus einer Druckerei war laut und hellhörig. Sie schrieb über Schlafstörungen, schmerzende Beine, Selbstzweifel, finanzielle Sorgen und Verhandlungen mit Galerien. Im Februar 1930 fand sie ein neues 25 m² großes Atelier, mit kleiner Küche und guten Lichtverhältnissen, ebenfalls in Montrouge. Hier gelang ihr die „künstlerische Befreiung auf die ich lange gewartet habe“.
Die Briefe offenbaren insgesamt eine bescheidene und ganz auf ihr Schaffen konzentrierte Künstlerin, die neben russisch und deutsch auch ein perfektes Französisch sprach. Immer wieder beschrieb sie Treffen mit Fanny Hefter und deren Lebensgefährten, dem futuristischen italienischen Künstler Luigi Russolo. (Unklar ist, ob es sich bei der in Moskau geborenen Künstlerin Fanny Hefter (1900 – 1964) um eine weitere Schwester, Halbschwester oder Cousine handelt).
Kunsthistorisch interessant sind besonders die Briefe vom 31. März und 11. April 1930. Zunächst beschrieb Elisabeth Epstein ihre Zweifel, ob sie sich auf das Wagnis einer Ausstellung in der Galerie Zak einlassen soll. Die Räume in einem ungünstigen oberen Stockwerk seien teuer anzumieten, die Galerie tue auch zu wenig für die Präsentation der Künstler.
„Der Sekretär, der mir, ohne vom Stuhl aufzustehen, gesagt hatte, dass sie kein Interesse an Kubismus und Surrealismus hätten, bot mir an, für 200 Fr ein Vorwort zu schreiben. … Dieser Monat wird hart! Ich bin sehr besorgt wegen all dieser Entscheidungen, …. Kandinsky wird Ende April kommen, vielleicht hilft er mir, wenn ihm meine Bilder gefallen“.
Am 11. April ist zu lesen:
„Heute Morgen, als ich den Rahmen versilberte, probierte ich meine anderen Gemälde darin aus, …, sie gewinnen enorm in versilberten Rahmen. Ich habe plötzlich Qualitäten gesehen, die ich lange nicht mehr gesehen habe, weil ich deprimiert war“.
Ferner teilte Epstein schließlich ihrem Sohn mit, dass sie sich für eine Ausstellung bei Zak ab dem 20. Juni entschieden habe. Am 7. Juli 1930 schrieb Epstein mit großer Freude:
„Ich habe gerade ein Bild an Brummer verkauft, die roten Blumen mit Lampe von Arosa für 1100 Fr von denen 300 oder 330 an die Galerie gehen, Es ist wunderschön“.
In der Briefkarte schrieb Epstein auch von einem Bilder-Verkauf in die USA.
1930 bekam Epstein eine Ausstellung in der Galerie Zak in Paris. Bis 1938 nahm sie an Ausstellungen am Pariser Salon des Surindépendants teil, der von dem brasilianischen Maler und Dichter Vicente do Rego Monteiro gegründet wurde. Ab Ende 1934 begegnete Epstein dem ebenfalls in Paris lebenden Kandinsky wieder. Letzterer berichtete in einem Brief an den in Wiesbaden an Arthritis schwer leidenden Jawlensky: „E. I. Epstein war vor ca. 3 Wochen bei uns und grüßt Sie.“ Ein anderer Brief Kandinskys von 1936 zeigt, dass die Freundschaft zwischen Epstein, Jawlensky und Kandinsky damals bereits seit Jahrzehnten bestand: „Unlängst war bei uns E. I. Epstein. Was für eine nette Frau, ein guter, lieber Mensch. Wir sprachen über Sie und erinnerten uns der alten vergangenen Tage und rechneten aus, wie lange wir uns kennen. Es ergaben sich 40 Jahre. Wir erinnerten uns, wie wir beide bei Ihnen Schüler waren.“ Auch gegenüber seiner Frau Nina (1893–1980), machte er keinen Hehl daraus, dass er ehemals Lernender bei Jawlensky war: „Ich erzählte Nina Nikolajewna über unsere wundervollen Zeiten in München, wo Sie mich lehrten.“

### Umsiedlung nach Genf
1937 entschloss sich Epstein aus gesundheitlichen Gründen, nach Genf umzuziehen. 1938/39 schickte sie Bilder zu Ausstellungen in der Galerie Pittoresque, Paris. 1940/41, 1944, 1946 und 1949 fanden Ausstellungen ihrer Werke in der Genfer Galerie Moos statt. Am 24. Oktober 1949 veröffentlichte Journal de Genève eine Ausstellungskritik. Im Jahr 1942 empfing sie Besuch von Sonia Delaunay. Nach längerer Krankheit starb Elisabeth Epstein 1956 in Genf.

## Ausstellungen nach 1956
- 1962 Galerie Maeght, Paris, Retrospektive „Blauer Reiter“
- 1981 Inter Art Galerie, Basel, erste Nachlass-Ausstellung
- 1989 Galleria Sacchetti, Ascona (siehe Literatur: Bernd Fäthke: Elisabeth Ivanowna Epstein, Eine Künstlerfreundschaft...)
- 1990 Kunstverein Wolfsburg e. V. (Schloss)
- 1997 Museo comunale d´arte moderne, Ascona
- 2000 Galerie Döbele, Dresden
- 2014 Städtische Galerie Bietigheim-Bissingen[53]
- 2014 Paula Modersohn-Becker Museum Bremen[54]
- 2015 Galerie Döbele, Dresden[55]
- 2021 Galerie Orlando, Zürich[56]
- seit 3/2021 Lenbachhaus, München, Gruppendynamik der Blaue Reiter – zwei Selbstporträts[57]
- 15. Oktober 2022 – 16. April 2023 Lenbachhaus, München, Kunst und Leben 1918 bis 1955 – Waldphantasie, Stillleben
- 25. April 2024 – 20. Oktober 2024 Tate Modern London – Expressionists: Kandinsky, Münter and The Blue Rider – Elisabeth Epstein: Selbstporträt von 1911

## Werke in öffentlichen Sammlungen
- National Gallery of Art, Washington: People on a Café Terrace, 1913[58]
- Centre Pompidou, Paris: La Fenêtre, 1936[59]
- Musée d’art et d’histoire, Genf: Stillleben, 1951[60]
- Kunsthalle Würth, Schwäbisch Hall: Stillleben, 1929[61]
- Lenbachhaus, München: 2 Selbstporträts 1911 / Waldphantasie, 1928 / Stillleben mit Blumen, 1946[57] / Roter Stuhl am Fenster 1928